# Charles Bardot
Pour les articles homonymes, voir Bardot.
Charles Bardot est un footballeur international français, né le 7 avril 1904 à Clauzel en Algérie et mort fin 25 avril 1973 à Cannes,. Il a évolué au poste d'avant centre.
Il compte six sélections pour trois buts en équipe de France A entre 1925 et 1932.

## Biographie
Le 25 avril 1973, retraité militaire, domicilié à Valbonne (Val de Cuberte, Mas Saint-Georges), Alpes-Maritimes, décédé à Cannes (Clinique Le Méridien, 93 avenue du Docteur Raymond Picaud), fils de Jules Bardot et de Juliette Bayloc, époux de Catherine Lucie Martina, sur son acte de décès n° 61 à la mairie de Cannes.

## Carrière de joueur
- 1924-1926 : RC Philippeville (Philippeville  Algérie France)
- 1926-1936 : AS Cannes ( France)

## Palmarès
- 6 sélections et 3 buts en équipe de France entre 1925 et 1932
- Vainqueur de la Coupe de France en 1932 avec Cannes
- Vice-Champion de France en 1933 avec Cannes